# Кусаси

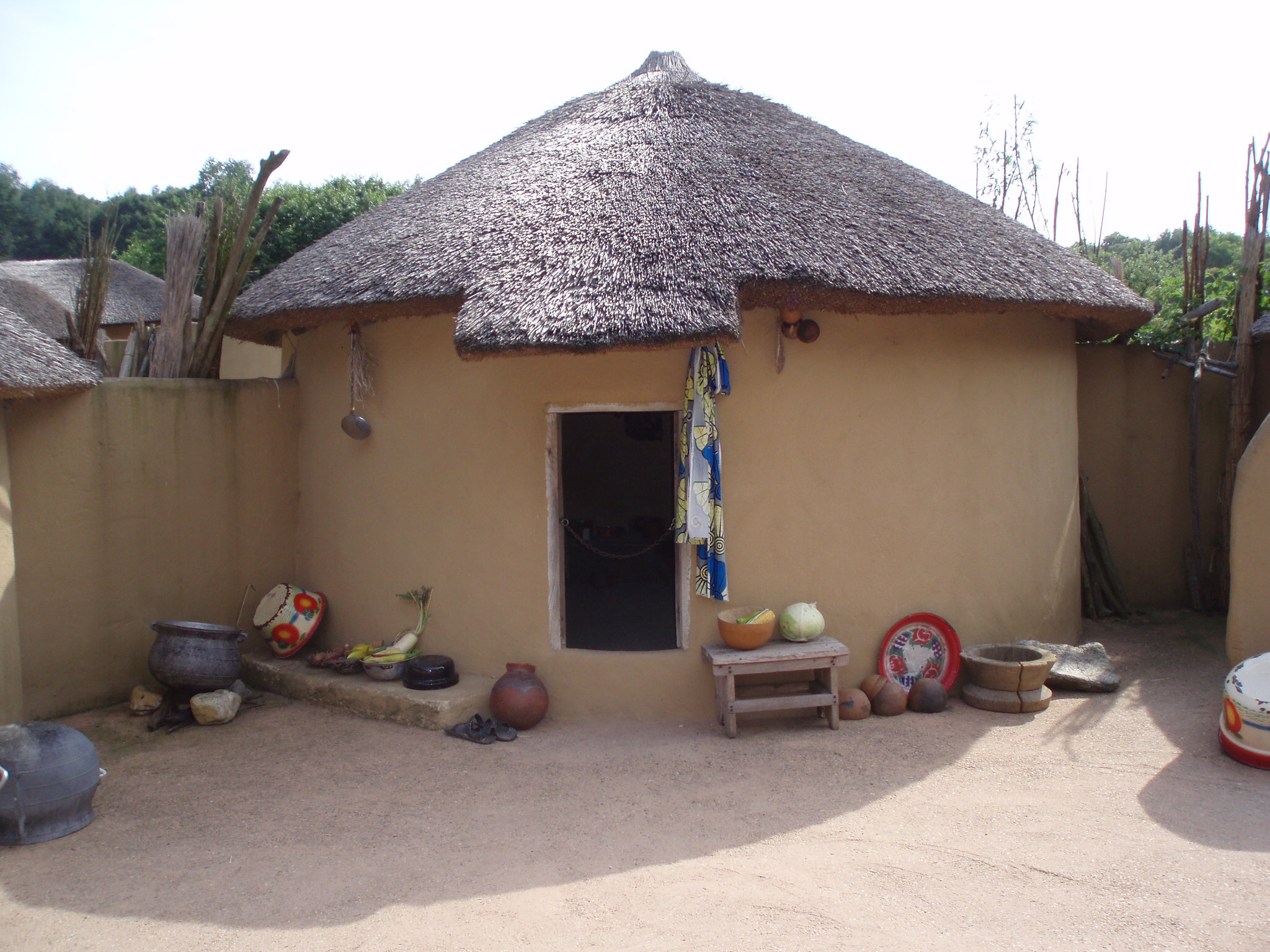
Традиционное жилище кусаси в Гане

Куса́си (кусасе, кусанси, кусае, кусан, кусси, фра, фра-фра) — африканский народ, живущий на северо-востоке Ганы, а также на граничащих с ней территориях Буркина-Фасо и Того(Д. А. Ольдерогге, И. И. Потехин, 1954: c. 293). Численность народа примерно 515 тыс. человек, 477 тыс. из которых проживает в Гане.

## Распространение
Кусаси живут в основном в северо-восточной части Ганы. Фактически занимают всю территорию округа Бауку (Bawku) Северной Административной Области.

## История
Хотя кусаси относительно единый этнос, они всё же подразделяются на две группы: аттоенде на западе от реки Красная Вольта и аголле на востоке. Имеют незначительные различия в культуре и языке: у аттоенде замечено влияние их соседей, народа Набдам. Вождества у кусаси появились относительно недавно. Считается, что при установлении вождя важную роль играл король доминировавшего тогда на этой территории королевства Мампругу (Мампруси). С тех пор культурное и политическое доминирование перешло к кусаси. Считается, что именно из-за этого доминирования отношения с другими народами округа Бауку у кусаси не складываются, несмотря на недавние улучшения благодаря бракам и переговорам. (Carola Lentz, Paul Nugent, 2000: p. 57)

## Занятия
Главные занятия составляют скотоводство, охота и ручное земледелие. Выращивают просо, сорго, рис, кукурузу и бобовые. Развиты кузнечное, гончарное и ткацкое ремёсла.

## Образ жизни
Жилища кусаси — глинобитные дома с конической косой крышей. Чаще всего живут в небольших деревенских общинах. Социальная организация основана на патрилинейных браках. Также распространена полигиния.

## Культура

### Язык и письменность
Говорят на кусале, языке Нигеро-кордофанской семьи языков. Письмо на латинском алфавите. Сказки, пословицы и поговорки составляют фольклор кусаси.

### Одежда
Повседневаная одежда — набедренная повязка. По праздникам мужчины одеваются в длинные платья с короткими рукавами, женщины — в похожие на юбки набедренники.

### Религия
Основной религией остаются традиционная верования, включающие фетишизм, магию и ведовство. Очень уважаемы и влиятельны жрецы культа земли (тенедан). Также среди кусаси есть мусульмане-сунниты и христиане.